# Electronic news gathering
Electronic news gathering (ENG) of elektronische nieuwsgaring is een term voor het beschrijven van het journalistieke proces waarbij televisieproducenten, verslaggevers en redacteuren gebruikmaken van elektronische video- en audiotechnologie voor het vergaren en presenteren van nieuws.
De term werd in de jaren tachtig en negentig veel gebruikt in de wereld van tv-journalistiek maar wordt sindsdien steeds minder gebruikt, omdat de digitale technologie inmiddels gemeengoed is geworden.